# Eleições gerais na Bósnia e Herzegovina em 2010

Bandeira da Bósnia e Herzegovina

As eleições gerais na Bósnia e Herzegovina em 2010 foram realizadas em 3 de outubro. Foi eleito presidente Željko Komšić, do Partido Social Democrata (SDP BiH), com 60,6% dos votos; seguido de Borjana Krišto, da HDZ, com 19,7% e, em terceiro lugar, Martin Raguž, da Coalizão Croata.
Já no Parlamento, o SDP BiH conquistou 8 dos 42 assentos, empatando com a Aliança dos Social Democratas Independente, em terceiro ficou o Partido da Ação Democrática, com 7 cadeiras conquistadas.